# 281P/MOSS
281P/MOSS, komet Jupiterove obitelji. Otkrilo ga je osoblje programa MOSS Sveučilišta Cadi Ayyad u Marrakechu.